# Навитролла
Хейки Тролла (эст. Heiki Trolla; род. 10 августа 1970, Выру), более известный как Навитролла (эст. Navitrolla) — эстонский художник.
Детство он провёл в деревне Нави (Navi), откуда и взялся его псевдоним. С юности он учился у местного графика технике рисунка и графики.
С 1993 года стал этим заниматься профессионально и быстро обрёл популярность благодаря своему наивному стилю рисунка.
В 1997—2001 годы Навитролла стал активно выставляться в галереях Таллина и Тарту. В настоящее время Галерея Навитроллы находится в Старом городе в Таллине, где каждый может познакомиться с его работами.
Сам Навитролла живёт и работает в Южной Эстонии.

## Образование
- Окончил Трёхлетнюю художественную студию Viive Kuksi.
- Участвовал в 1990 г. в образовании «Lüliti».
- Выставки в 1989 гг. (Таллин, Тарту, Тампере, Хельсинки, Лондон, Лиссабон).
- Учился в Тартуском Университете по специальности геология.

## Творчество
Стили: живопись, графика и сюрреализм.
Искусство в духе предыдущего столетия не свойственно современному обществу, и именно поэтому творчество Навитроллы так узнаваемо зрителями.
Его можно классифицировать как наивизм, одно из направлений сюрреализма. Насколько сегодняшняя действительность одновременно разнообразна и однородна, настолько и работы Навитроллы самобытны, содержат прошлое и настоящее, и идею общей глобализации.
Навитролла говорит: «Своими работами я хочу сказать людям, что счастлив, рисуя. Так что в мире в момент создания картины точно на одного счастливого человека больше».
Одним из самых грандиозных проектов талантливого художника является… судно Galaxy фирмы Tallink. У всех без исключения туристов, путешествующих между Хельсинки и Таллином, расписанный зайчиками, жирафами, кошками и собаками лайнер вызывает широкую улыбку. Кисть художника прошлась и по интерьерам лайнера: сцены из жизни забавных животных украшают главную лестницу.

## Три различных направления его работ
1. Часть картин Навитроллы напоминают достижения нидерландского деревенского мальчишки-художника. Простые и обстоятельные мотивы, изящно выписанные детали и, при этом, композиционно структурированные.
2. Художественное направление Дзен-буддизма. Сюжеты картин рассказывают о мыслях художника. Воплощение основной идеи и сюжета картины, чётко описанной в названии, как правило, располагается на заднем плане или в углу, так, чтоб его нельзя было сразу заметить. Работы Навитроллы созданы для того, чтобы их разглядывать.
3. Современные художественные комиксы. Поскольку искусство комиксов требует импровизации, работы заканчивается неожиданным образом. Комиксы Навитроллы — это мини-картины, с одним ему свойственным межнациональным юмором.

## Выставки
Выставки Навитроллы проходят как в Эстонии, так и за рубежом. В январе 2008 года была собственная выставка Тейт Модерн в Лондоне.

## Связи
Дядя Навитроллы — эстонский философ Энн Касак.